# Hans Grundig

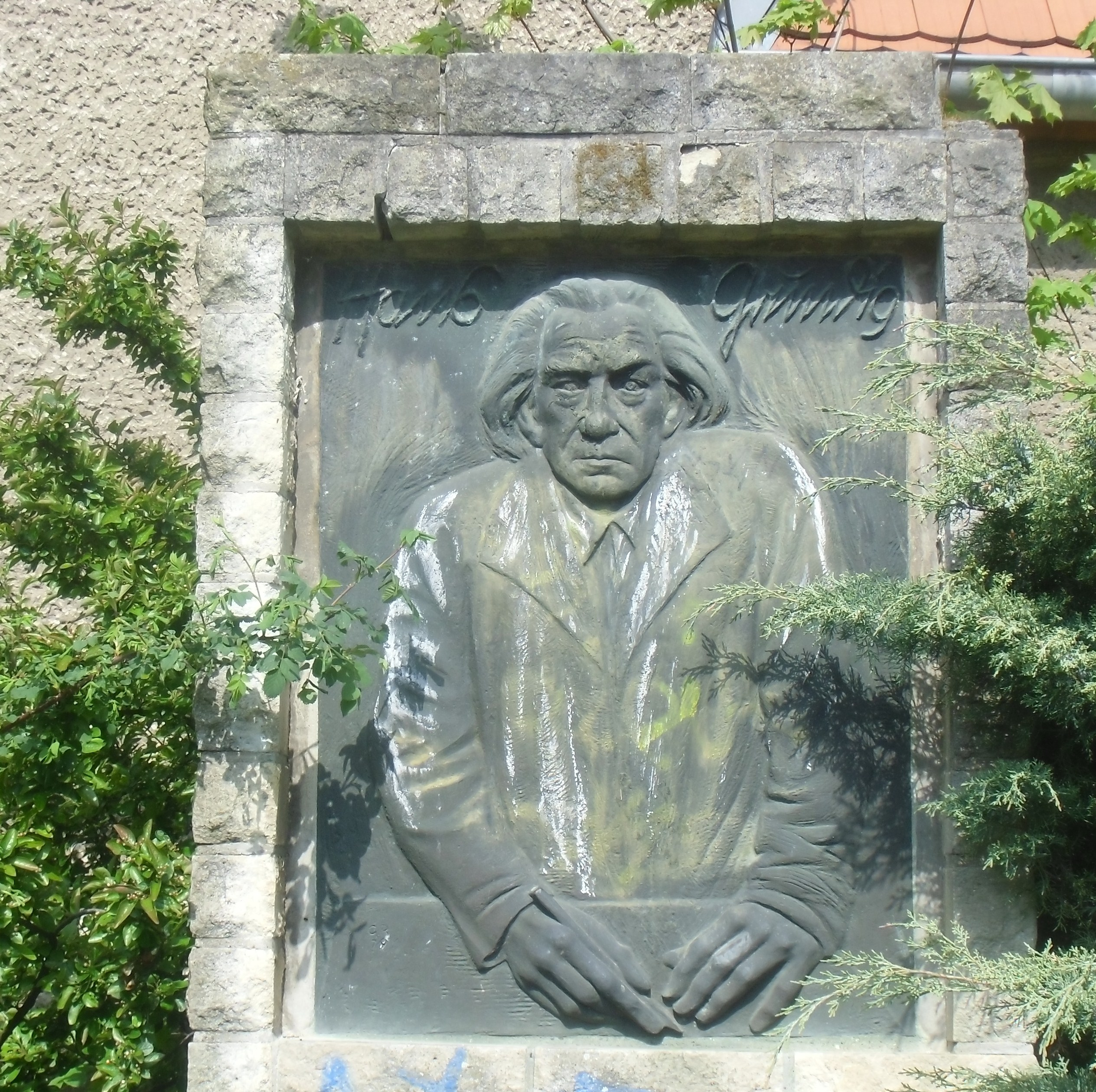
Tablica pamiatkowa w Berlinie

Hans Grundig (ur. 19 lutego 1901 w Dreźnie, zm. 11 września 1958 tamże) – niemiecki malarz.
W latach 1920–1921 studiował w Kunstgewerbeschule w Dreźnie, następnie do 1926 w drezdeńskiej Akademie der Bildende Künste. Początkowo w swojej twórczości wzorował się na ekspresjonistycznym stylu Otto Diksa, przedstawiając tematykę związaną z życiem proletariatu i drobnomieszczaństwa (m.in. w Marszu głodujących z 1932). Po dojściu do władzy w Niemczech Hitlera tworzył obrazy będące przejmującym komentarzem do ówczesnej sytuacji politycznej w swoim kraju (Tysiącletnia Rzesza 1935-1938). Po II wojnie światowej jego twórczość skupiała się na aktualnych problemach społeczno-politycznych – rozrachunku z nazizmem i zagrożeniu wojną nuklearną. 
W 1958 został laureatem Nagrody Heinricha Manna.